# 宝寿院 (柏市)
宝寿院（ほうじゅいん）は、千葉県柏市にある真言宗豊山派の寺院。

## 歴史
1528年（享禄元年）に開山された。開山に関する経緯は不明であるが、江戸時代にかけて、多くの檀家を抱え寺運興隆していた。当院では、後に長谷寺能化（真言宗豊山派管長）となる暁慧を輩出している。暁慧は延享年間（1744年 - 1748年）に当院で出家し、仏門の道を歩むことになった。
1892年（明治25年）、地元で大火があり、山門と本尊を除く全ての伽藍と寺宝が焼失した。

## 交通アクセス
- 路線バス新堀停留所より徒歩7分。